# Saturn (hemelektronikkedja)
Saturn, tidigare Saturn-Hansa, är en tysk affärskedja som säljer hemelektronik. Saturn ingår i samma koncern som Mediamarkt. 
Den första Saturnaffären öppnades 1962 av makarna Waffenschmidt i Köln. Den första butiken låg i Hansahochhaus-huset, och målgruppen var diplomater från hela världen. 1968 öppnade de även fotobutiken Hansa-Foto. 1969 började man sälja även till privatpersoner och 1971 öppnade man sitt första stora varuhus. 1985 utökades verksamheten med en filial i Frankfurt am Main tillsammans med varuhuskedjan Kaufhof. Kaufhof-gruppen fusionerades 1996 till holdingbolaget Metro AG (där Kaufhof via Metro Cash & Carry ingått sedan 1980) Media-Saturn-Holding skapades då Saturn blev en del av Mediamarkt 1990.
År 2010 fanns det 231 stycken Saturnvaruhus runt om i Europa. Huvudkontoret ligger i Ingolstadt.